# Dick Pope
Dick Pope (Bromley, 1947 – 22 de outubro de 2024) foi um diretor de fotografia britânico. Foi indicado ao Oscar de melhor fotografia na edição de 2015 pelo trabalho na obra Mr. Turner e na edição de 2007 por The Illusionist.

## Filmografia
| Ano  | Filme                                  | Diretor               |
| ---- | -------------------------------------- | --------------------- |
| 1980 | Women in Rock                          | Wolfgang Büld         |
| 1980 | Punk and Its Aftershocks               | Wolfgang Büld         |
| 1985 | The Girl in the Picture                | Cary Parker           |
| 1986 | Coming Up Roses                        | Stephen Bayly         |
| 1987 | Porterhouse Blue                       | Robert Knights        |
| 1990 | The Reflecting Skin                    | Philip Ridley         |
| 1990 | Dark City                              | Chris Curling         |
| 1990 | Life is Sweet                          | Mike Leigh            |
| 1992 | A Sense of History                     | Mike Leigh            |
| 1993 | Naked                                  | Mike Leigh            |
| 1994 | The Air Up There                       | Paul Michael Glaser   |
| 1995 | Nothing Personal                       | Thaddeus O'Sullivan   |
| 1995 | An Awfully Big Adventure               | Mike Newell           |
| 1996 | Secrets & Lies                         | Mike Leigh            |
| 1997 | Career Girls                           | Mike Leigh            |
| 1997 | Swept from the Sea                     | Beeban Kidron         |
| 1999 | Topsy-Turvy                            | Mike Leigh            |
| 1999 | The Debt Collector                     | Anthony Neilson       |
| 2000 | The Way of the Gun                     | Christopher McQuarrie |
| 2001 | Thirteen Conversations About One Thing | Jill Sprecher         |
| 2002 | Nicholas Nickleby                      | Douglas McGrath       |
| 2004 | Vera Drake                             | Mike Leigh            |
| 2006 | Man of the Year                        | Barry Levinson        |
| 2006 | The Illusionist                        | Neil Burger           |
| 2007 | Honeydripper                           | John Sayles           |
| 2008 | Angus, Thongs and Perfect Snogging     | Gurinder Chadha       |
| 2008 | Me and Orson Welles                    | Richard Linklater     |
| 2008 | Happy-Go-Lucky                         | Mike Leigh            |
| 2010 | Another Year                           | Mike Leigh            |
| 2010 | It's a Wonderful Afterlife             | Gurinder Chadha       |
| 2011 | Thin Ice                               | Jill Sprecher         |
| 2011 | Bernie                                 | Richard Linklater     |
| 2012 | A Running Jump                         | Mike Leigh            |
| 2014 | Mr. Turner                             | Mike Leigh            |
| 2014 | Cuban Fury                             | James Griffiths       |
| 2015 | The Pros                               | Cecilia Torquato      |
| 2015 | Legend                                 | Brian Helgeland       |

## Morte
Em 22 de outubro de 2024, foi anunciado que Pope havia morrido aos 77 anos.

## Prêmios e indicações
- Indicado: Oscar de melhor fotografia - Mr. Turner (2014)
- Indicado: Oscar de melhor fotografia - The Illusionist (2006)